# Spyware

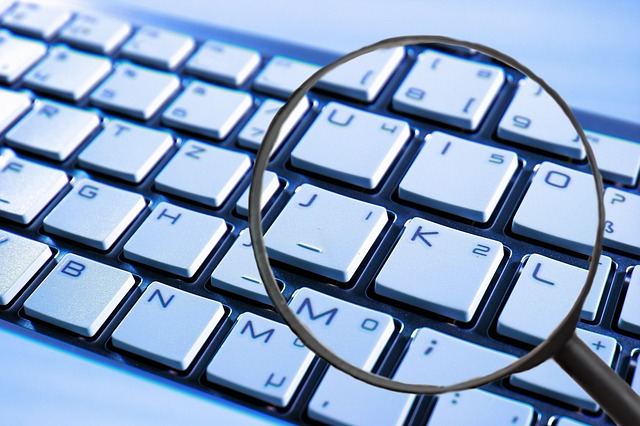
Imagem ilustrativa

Em informática um spyware (/spīˌwe(ə)r/, em português: programa espião ou software mal-intencionado) é um tipo de programa automático intruso (ou malware) destinado a infiltrar-se em um sistema de computadores e smartphones, para coletar informações pessoais ou confidenciais do usuário de forma ilícita (espião) (furto), e encaminhar para uma entidade externa via Internet para fins maliciosos, ou análise de marketing e financeiros.
Diferem dos Cavalos de Troia, também chamados de trojans, por não terem como objetivo que o sistema do usuário seja dominado, seja manipulado, por uma entidade externa ou por um cracker.
Os spywares podem ser desenvolvidos por firmas comerciais, que desejam monitorar o hábito dos usuários, sem o conhecimento e consentimento, para avaliar seus costumes e vender este dados pela internet. Desta forma, estas firmas costumam produzir inúmeras variantes de seus programas espiões, aperfeiçoando-os e dificultando a sua remoção.
Por outro lado, muitos vírus transportam spywares, que visam roubar certos dados confidenciais dos usuários, como por exemplo dados bancários. Para além disso, montam e enviam registros das atividades do usuário. A sua remoção era, por vezes, feita aquando da compra do software ou de uma versão mais completa e paga.

## História
O primeiro uso registrado do termo spyware ocorreu em 16 de outubro de 1995 em um post da Usenet que debochava do modelo de negócios da Microsoft. Inicialmente, spyware denotava software destinado a fins de espionagem. No entanto, no início de 2000, o fundador da Zone Labs, Gregor Freund, usou o termo em um comunicado de imprensa para o ZoneAlarm Personal Firewall. Mais tarde, em 2000, um pai usando o ZoneAlarm foi alertado para o fato de que o Reader Rabbit, software educacional comercializado para crianças pela Mattel, empresa de brinquedos, estava secretamente enviando dados de volta para a Mattel. Desde então, o termo "spyware" assumiu seu sentido atual.
De acordo com um estudo de 2005 da AOL e da National Cyber-Security Alliance (Aliança Nacional de Segurança Cibernética), 61% dos computadores dos usuários pesquisados estavam infectados com algum tipo de spyware. 92% dos usuários pesquisados com spyware relataram que não sabiam de sua presença e 91% relataram que não deram permissão para a instalação do spyware. A partir de 2006 , o spyware tornou-se uma das ameaças de segurança preeminentes aos sistemas de computador que executam os sistemas operacionais Microsoft Windows. Computadores nos quais o Internet Explorer (IE) era o navegador principal são particularmente vulneráveis a esses ataques, não apenas porque o IE era o mais usado, mas também porque sua forte integração com o Windows permite o acesso de spyware a partes cruciais do sistema operacional. 
Antes do Internet Explorer 6 SP2 ser lançado como parte do Windows XP Service Pack 2, o navegador exibia automaticamente uma janela de instalação para qualquer componente ActiveX que um site desejasse instalar. A combinação da ignorância do usuário sobre essas mudanças e a suposição do Internet Explorer de que todos os componentes ActiveX são benignos ajudou a espalhar o spyware significativamente. Muitos componentes de spyware também fazem uso de explorações (exploits) em JavaScript, Internet Explorer e Windows para instalar sem o conhecimento ou permissão do usuário.
O Registro do Windows contém várias seções onde a modificação de valores de chave permite que o software seja executado automaticamente quando o sistema operacional é inicializado. O spyware pode explorar esse design para contornar as tentativas de remoção. O spyware normalmente se vincula a cada local no registro que permite a execução. Depois de executado, o spyware verificará periodicamente se algum desses links foi removido. Nesse caso, eles serão restaurados automaticamente. Isso garante que o spyware será executado quando o sistema operacional for inicializado, mesmo que alguns (ou a maioria) dos links do registro sejam removidos.

## Visão geral
O spyware é uma forma insidiosa de malware, projetado para infiltrar-se em sistemas de computadores e smartphones sem o conhecimento ou consentimento do usuário. Ele é classificado principalmente em quatro tipos: adware, monitores de sistema, rastreamento incluindo rastreamento da web e trojans; exemplos de outros tipos notórios incluem recursos de gerenciamento de direitos digitais que "telefonam para casa", keyloggers, rootkits e web beacons. Essas quatro categorias não são mutuamente exclusivas e possuem táticas semelhantes para atacar redes e dispositivos. O objetivo principal é instalar, invadir a rede, evitar ser detectado e remover-se da rede com segurança. 
Os spywares podem ser desenvolvidos tanto por criminosos cibernéticos quanto por empresas comerciais. As empresas comerciais podem utilizar spywares como uma forma questionável de coletar dados sobre os hábitos dos usuários na internet, para fins de análise de marketing e financeiros. Eles buscam entender melhor o comportamento dos usuários e suas preferências para direcionar anúncios personalizados e tomar decisões de negócios com base nesses dados.
No entanto, quando o spyware é desenvolvido por criminosos, o objetivo é muito mais sinistro. Esses spywares são frequentemente distribuídos através de métodos enganosos, como e-mails de phishing, sites comprometidos, downloads de software falsos ou mesmo por meio de anexos maliciosos. Eles visam roubar informações sensíveis dos usuários, como dados bancários e de cartão de crédito, informações de login, entre outros. Além disso, alguns spywares podem também registrar as atividades do usuário, capturando teclas digitadas, tirando screenshots ou gravando áudio e vídeo sem o conhecimento do usuário.
A presença de spywares pode resultar em sérios riscos à privacidade e segurança dos usuários. Além de expor informações pessoais, esses programas maliciosos podem afetar o desempenho do sistema, tornando-o mais lento e instável. Também podem abrir brechas de segurança, permitindo que outros malwares ou hackers acessem o sistema comprometido.
O uso do termo "spyware" acabou diminuindo à medida que a prática de rastrear usuários foi empurrada cada vez mais para o mainstream pelos principais sites e empresas de mineração de dados; geralmente não violam nenhuma lei conhecida e obrigam os usuários a serem rastreados, não por práticas fraudulentas em si , mas pelas configurações padrão criadas para os usuários e pelo idioma dos contratos de termos de serviço. Em um exemplo documentado, a CBS/CNet News relatou, em 7 de março de 2011, uma análise do Wall Street Journal revelando a prática do Facebook e outros sites de rastrear a atividade de navegação dos usuários, vinculado à sua identidade, muito além das visitas e atividades dos usuários dentro do próprio site do Facebook. O relatório afirmava: "É assim que funciona. Você acessa o Facebook, faz login, passa algum tempo lá e então... segue em frente sem sair. Digamos que o próximo site que você acessar seja o New York Times. Esses botões, sem você clicar neles, acabam de informar ao Facebook e ao Twitter que você foi lá e também sua identidade nessas contas. Digamos que você mudou para algo como um site sobre depressão. Este também tem um botão de tweet, um widget do Google, e esses também podem relatar quem você é e que você foi lá . " A análise do WSJ foi pesquisada por Brian Kennish, fundador da Disconnect, Inc.

## Malware
Malware (abreviação de "malicious software" - "software malicioso") é um termo genérico que abrange: vírus, worms, cavalos de Tróia, ransomware, adware, spyware e, outros programas maliciosos ou indesejáveis.

## Adware
Costuma-se incluir o adware no estudo dos spyware, pois assemelham-se na sua forma de infecção e na sua forma de desinstalação. Seriam como se fossem um subgrupo do spyware.
Os adwares são conhecidos por apresentarem na tela/ecrã propaganda indesejada e URL falsos, aparecendo no seu histórico sem que o utilizador os tenha sequer visitado.
Como geralmente são firmas comerciais que os desenvolvem, é comum os adwares virem embutidos em diversos programas de livre download (freeware), com a autorização de seus autores.
O Kazaa oficial é um programa de compartilhamento de arquivos, sendo um exemplo do casamento de um software gratuito com adwares, pois estes lhe proporcionam uma fonte de renda.
Inicialmente os adwares procuravam exibir propagandas em janelas, chamados de banners, pequenas janelas de propagandas, embutidas em softwares de terceiros. Caso o usuário gostasse deste software, poderia adquirir uma versão mais avançada, paga, livre destas propagandas.
Posteriormente os adwares passaram a monitorar a atividade do usuário na internet, podendo desta forma mostrar propagandas personalizadas, além de enviar dados sobre hábitos do usuário a certos sites, tendo então funções de spyware e adware, de forma simultânea.
Mais adiante certos adwares passaram a exibir janela do tipo pop-up, pequena
janela de propaganda solta pela tela, em vez de banners.
Um pouco mais a frente os adwares passaram a se instalar no navegador do usuário, acrescentando certas funcionalidades duvidosas, principalmente no Internet Explorer. 
Avanços (ou upgrades) no Internet Explorer, passaram a exigir o consentimento do usuário para a sua instalação.
Porém com o passar do tempo, os adwares sofisticaram-se, incluindo propagandas persistentes, com inúmeras variantes, onde a sua desinstalação passou a ser uma tarefa bastante penosa ou mesmo impossível, sem uma ajuda externa. A insistência no aparecimento das propagandas e sua difícil desinstalação, levaram os usuários a classificá-los como pragas ou spywares e não mais como simples adwares.
Os adwares se sofisticaram, tornaram-se pragas. Produzem alterações no registro do Windows e depois somem ou se escondem para garantir que as alterações não sejam desfeitas, exigindo então não mais a ação de um antivírus ou de um simples anti-spyware, mas sim de um programa específico de conserto do registro.
Por vezes os adwares exibem propagandas pornográficas, falsas URL que podem infectar o sistema por vírus, falsas propagandas de venda de produtos e passaram também a causar um histórico mentiroso.
Suspeita-se que possam tornar o sistema do usuário aberto a ação de crackers, devido à falta de maiores cuidados na elaboração dos adwares.
Sua data de descoberta é desconhecida.

## Ransomware
O ransomware é um software malicioso que, ao infectar um computador, criptografam todo ou parte do conteúdo do disco rígido. Os responsáveis pelo software exigem da vítima, um pagamento pelo "resgate" dos dados. ransonwares são ferramentas para crimes de extorsão e são extremamente ilegais. O PC Cyborg Trojan foi o primeiro código de um ransomware conhecido. Nomes de alguns ransomwares conhecidos: Gpcode-B e PGPCoder

## Contaminação
Eventualmente anexos de e-mails ou mensagens vindas de mensageiros como o MSN e o ICQ, também podem conter spywares. Firmas comerciais exploram maldosamente a curiosidade dos usuários e desenvolvem novas formas de transmissão e de instalação de spywares.
Recentemente uma grande parte dos spywares são assimilados pelo navegador, como plug-ins. O usuário deve ser cuidadoso ao instalar os diversos plug-ins disponíveis na internet.

## Prevenção e Remoção
À medida que a ameaça do spyware evoluiu, várias técnicas surgiram para combatê-la. Isso inclui programas projetados para remover ou bloquear spyware, bem como várias práticas de usuário que reduzem a chance de obter spyware em um sistema.
No entanto, o spyware continua sendo um problema caro. Quando um grande número de spyware infecta um computador com Windows, a única solução pode envolver o backup dos dados do usuário e a reinstalação completa do sistema operacional . Por exemplo, alguns spywares não podem ser completamente removidos pela Symantec, Microsoft, PC Tools.
Recomenda-se a instalação de um software antivírus ou antipragas, também denominados anti-spywares, são feitos para removê-los.
No sistema operacional Microsoft Windows, verifique se a praga adicionou uma entrada na seção "Adicionar ou remover programas" do "Painel de Controle", o que facilita a sua desinstalação. Certos casos como alguns redirecionadores do Internet Explorer, disponibilizam ferramentas de remoção, no item suporte ou help na página redirecionada.
Certos softwares trazem consigo spywares ou adwares, ou mesmo o Internet Explorer pode ser contaminado por algum spywares, pois ainda não há certeza que ele possa ficar imune, das variadas formas de adwares empresariais.

## Práticas de segurança
Para detectar spyware, os usuários de computador descobriram várias práticas úteis além da instalação de programas anti-spyware. Muitos usuários instalaram um navegador da Web diferente do Internet Explorer, como o Mozilla Firefox ou o Google Chrome. Embora nenhum navegador seja completamente seguro, o Internet Explorer já esteve em maior risco de infecção por spyware devido à sua grande base de usuários, bem como vulnerabilidades como o ActiveX , mas esses três principais navegadores agora estão quase equivalentes quando se trata de segurança.
Alguns ISPs — especialmente faculdades e universidades — adotaram uma abordagem diferente para bloquear spywares: eles usam seus firewalls de rede e proxies da Web para bloquear o acesso a sites da Web conhecidos por instalar spyware. Em 31 de março de 2005, o departamento de Tecnologia da Informação da Universidade Cornell divulgou um relatório detalhando o comportamento de um determinado spyware baseado em proxy, o Marketscore, e as etapas que a universidade deu para interceptá-lo.Muitas outras instituições educacionais tomaram medidas semelhantes.
Usuários individuais também podem instalar firewalls de várias empresas. Eles monitoram o fluxo de informações de e para um computador em rede e fornecem proteção contra spyware e malware. Alguns usuários instalam um grande arquivo de hosts que impede que o computador do usuário se conecte a endereços da Web conhecidos relacionados a spyware. O spyware pode ser instalado por meio de determinados programas shareware oferecidos para download. Baixar programas apenas de fontes confiáveis pode fornecer alguma proteção contra essa fonte de ataque. 
Usuários individuais podem usar celular/computador com interruptor físico (elétrico), ou interruptor eletrônico isolado que desconecta microfone, câmera sem bypass e mantém na posição desconectada quando não estiver em uso, o que limita as informações que o spyware pode coletar. (Política recomendada pelas Diretrizes do NIST para Gerenciar a Segurança de Dispositivos Móveis, 2013).

## Programas anti-spyware nocivos
Programadores mal-intencionados lançaram um grande número de programas anti-spyware desonestos (falsos), e anúncios de banner amplamente distribuídos na Web podem alertar os usuários de que seus computadores foram infectados com spyware, direcionando-os para a compra de programas que na verdade não removem spyware - ou então, podem adicionar mais spyware por conta própria.
A recente proliferação de produtos antivírus falsos ou falsificados que se autodenominam antispyware pode ser problemática. Os usuários podem receber pop-ups solicitando que os instalem para proteger o computador, quando, na verdade, eles adicionam spyware. Recomenda-se que os usuários não instalem nenhum freeware que alegue ser anti-spyware, a menos que seja verificado que é legítimo. Alguns infratores conhecidos incluem:
- AntiVirus 360 e Antivirus 2009

- AntiVirus Gold
- ContraVirus
- MacSweeperGenericName
- SpySheriff
- PSGuard
- UltimateCleaner
- WinFixer

Produtos antivírus falsos constituem 15% de todos os malwares.
Em 26 de janeiro de 2006, a Microsoft e o procurador-geral do estado de Washington entraram com uma ação contra a Secure Computer por seu produto Spyware Cleaner.